# Lisa Edelstein
Lisa Edelstein (ur. 21 maja 1966 w Bostonie w stanie Massachusetts) – amerykańska aktorka i dramatopisarka, najbardziej znana dzięki roli dr Lisy Cuddy w serialu telewizyjnym Dr House.

## Życiorys
Lisa urodziła się w żydowskiej rodzinie Alvina i Bonnie Edelstein z Bostonu, jako najmłodsza z ich trojga dzieci. Jej ojciec jest lekarzem pediatrą. Lisa dorastała w Wayne w New Jersey i uczęszczała do Wayne Valley High School, którą ukończyła w 1984 r. W wieku 18 lat przeprowadziła się do Nowego Jorku, gdzie studiowała aktorstwo w szkole New York University's Tisch School of the Arts. W czasie pobytu w Nowym Jorku angażowała się w występy klubowe jako "Lisa E.", przy czym sprawiała tyle zamieszania w społeczności, że nazwana została przez pisarza i kolegę Jamesa St. James (który wspomina o niej w swojej książce z 1999 roku "Disco Bloodbath") nowojorską "Queen of Downtown". W latach 2004–2011 grała w serialu Dr House.

## Życie prywatne
Jest wegetarianką oraz praktykantką i popularyzatorką jogi (Ashtanga Vinyasa Yoga). Udziela się również jako wolontariuszka w organizacji Best Friends Animal Society. W wolnym czasie pisze, maluje i komponuje muzykę.
W dniu 25 maja 2014 roku Edelstein poślubiła artystę Roberta Russella w Los Angeles. Została macochą dwóch synów Russella z poprzedniego małżeństwa.

## Filmografia
- 2018–2021: The Kominsky Method jako Phoebe
- 2013 Legenda Korry jako Kya (glos)
- 2012 Elementary jako Heather Vanowen
- 2004–2011: Dr House (House, M.D.) jako dr Lisa Cuddy
- 2008: Special Delivery jako Maxine Carter
- 2006: 	Ugotowani (Grilled) jako Carolyn
- 2005
  - Ojcowie i synowie (Fathers and Sons) jako Irene
  - I Love the '90s: Part Deux jako ona sama
  - Przyszywany wujek (Say Uncle) jako Sarah
- 2004: 	Donut Hole jako Sarah
- 2003
  - Mroczna prawda (Date with Darkness: The Trial and Capture of Andrew Luster, A) jako Maeve Fox
  - Małolaty u taty (Daddy Day Care) jako mama Crispin
  - Mów mi swatka (Miss Match) jako Karen (gościnnie)
- 2002–2003: 	Lekarze marzeń (Presidio Med) jako Janine Rothman (gościnnie)
- 2002
  - Bez śladu (Without a Trace) jako dr Lianna Sardo (gościnnie)
  - Miłosna obsesja (Obsessed) jako Charlotte
  - Leap of Faith jako Patty
- 2001–2002: 	Going to California jako Dana (gościnnie)
- 2001
  - Miasteczko Black River (Black River) jako Laura
  - Liga Sprawiedliwych (Justice League) jako Mercy Graves (głos) (gościnnie)
- 2000–2001: 	Grosse Pointe jako Shawn Shapiro (gościnnie)
- 2000
  - Czego pragną kobiety (What Women Want) jako Dina
  - Zakazany owoc (Keeping the Faith) jako Ali Decker
- 1999–2006: 	Prezydencki poker (West Wing, The) jako Laurie (gościnnie)
- 1999–2005: 	Potyczki Amy (Judging Amy) jako Sylvia Danforth (gościnnie)
- 1999–2002: 	Sprawy rodzinne 2 (Family Law) jako Doktor Rachel Thompkins (gościnnie)
- 1999: 	30 dni do ślubu (30 Days) jako Danielle
- 1998–2002: 	Felicity jako Lauren
- 1998−2000: 	Sports Night jako Bobbi Bernstein (gościnnie)
- 1998
  - Batman i Superman (Batman/Superman Movie, The) jako Mercy Graves (głos)
  - In the Loop
  - Indiscreet jako Beth Sussman
  - Los Angeles bez mapy (L.A. Without a Map) jako Sandra
  - Plan Zuzanny (Susan's Plan) jako Penny Myers
  - I’m Losing You jako Diantha's Patient
- 1997–2004: 	Practice, The jako Diane Ward (gościnnie)
- 1997–2003: 	Ja się zastrzelę (Just Shoot Me!) jako Erin Simon (gościnnie)
- 1997–2002: 	Ally McBeal jako Cindy McCauliff
- 1997−2000: 	New Batman Superman Adventures, The jako Mercy Graves (głos)
- 1997: 	Lepiej być nie może (As Good as It Gets) jako Kobieta przy stole
- 1996–2000: 	Superman jako Mercy Graves (głos)
- 1996: 	Miłość czy kochanie (Relativity) jako Rhonda Roth
- 1995–1998: 	Cybill jako Kristen Clark (gościnnie)
- 1995–1997: 	Ned i Stacey (Ned and Stacey) jako Janine (gościnnie)
- 1995–1996
  - Partners jako Cindy Wolfe (gościnnie)
  - Almost Perfect jako Patty Karp
- 1994
  - Ostry dyżur (ER) jako Aggie Orton (gościnnie)
  - Przygoda miłosna (Love Affair) jako Asystentka w studio
- 1993−2004: 	Frasier jako Caitlin (gościnnie)
- 1992–1999: 	Szaleję za tobą (Mad About You) jako Lynne Stoddard (gościnnie)
- 1991: 	Doors (Doors, The) jako Makijażystka
- 1990–1998: 	Kroniki Seinfelda (Seinfeld) jako Karen (gościnnie)
- 1990-1997: 	Skrzydła (Wings) jako Marsha Peebles (gościnnie)
- 1986–1994: 	Prawnicy z Miasta Aniołów (L.A. Law) (gościnnie)